# Srednji Lipovec
Srednji Lipovec – wieś w Słowenii, w gminie Žužemberk. W 2018 roku liczyła 94 mieszkańców.